# Gialaia calva
Gialaia calva är en insektsart som beskrevs av Andrej Vasiljevitj Gorochov 2001. Gialaia calva ingår i släktet Gialaia och familjen syrsor. Inga underarter finns listade i Catalogue of Life.